# Kňovice
Kňovice är en ort i Tjeckien.   Den ligger i regionen Mellersta Böhmen, i den centrala delen av landet, 40 km söder om huvudstaden Prag. Kňovice ligger 360 meter över havet och antalet invånare är 317.
Terrängen runt Kňovice är huvudsakligen platt, men åt sydväst är den kuperad. Runt Kňovice är det ganska tätbefolkat, med 160 invånare per kvadratkilometer. Närmaste större samhälle är Dobříš, 19,7 km nordväst om Kňovice. Omgivningarna runt Kňovice är en mosaik av jordbruksmark och naturlig växtlighet.